# Longavesnes
Longavesnes is een gemeente in het Franse departement Somme (regio Hauts-de-France) en telt 88 inwoners (2009). De plaats maakt deel uit van het arrondissement Péronne.

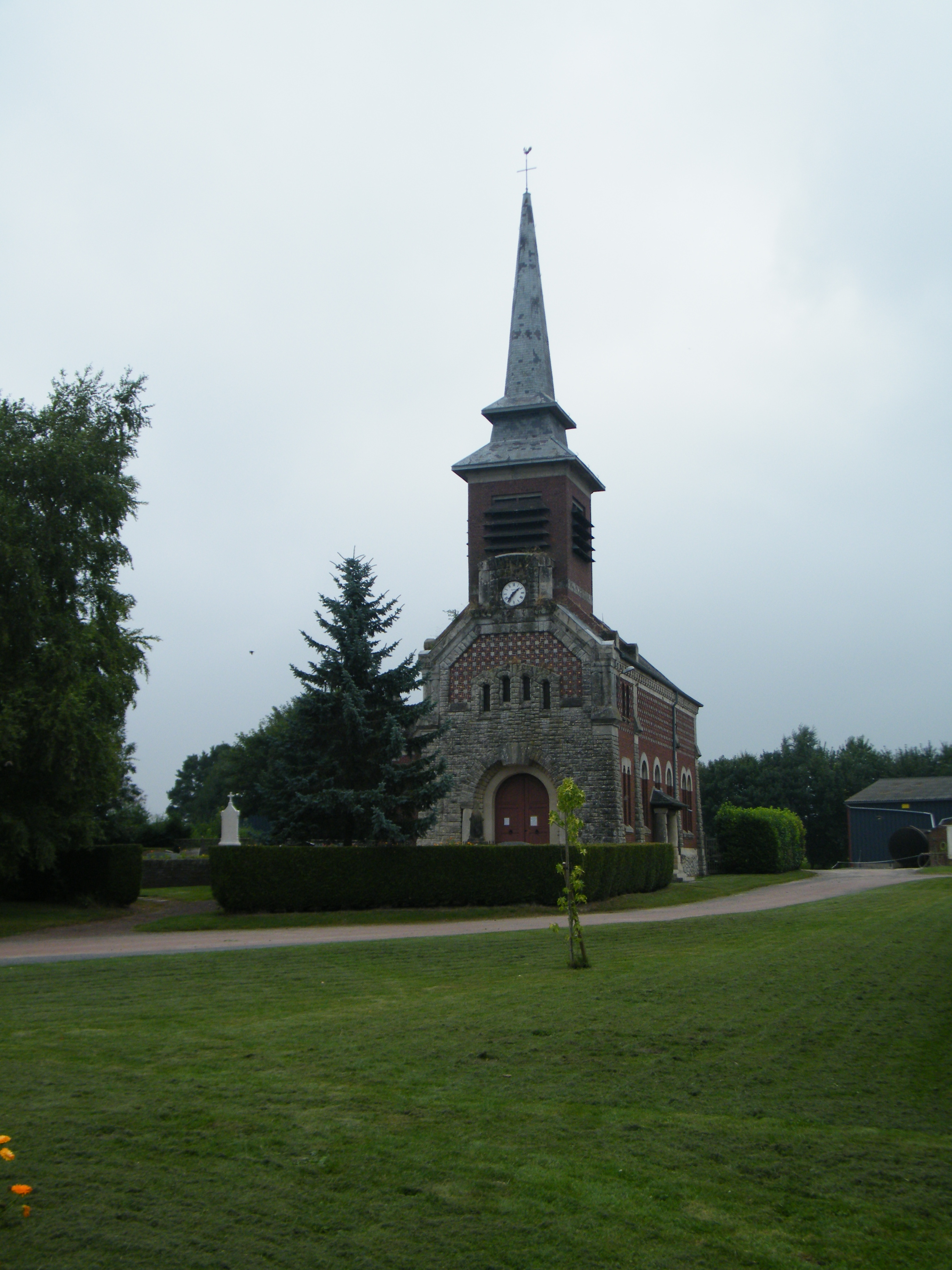
Kerk in Longavesnes
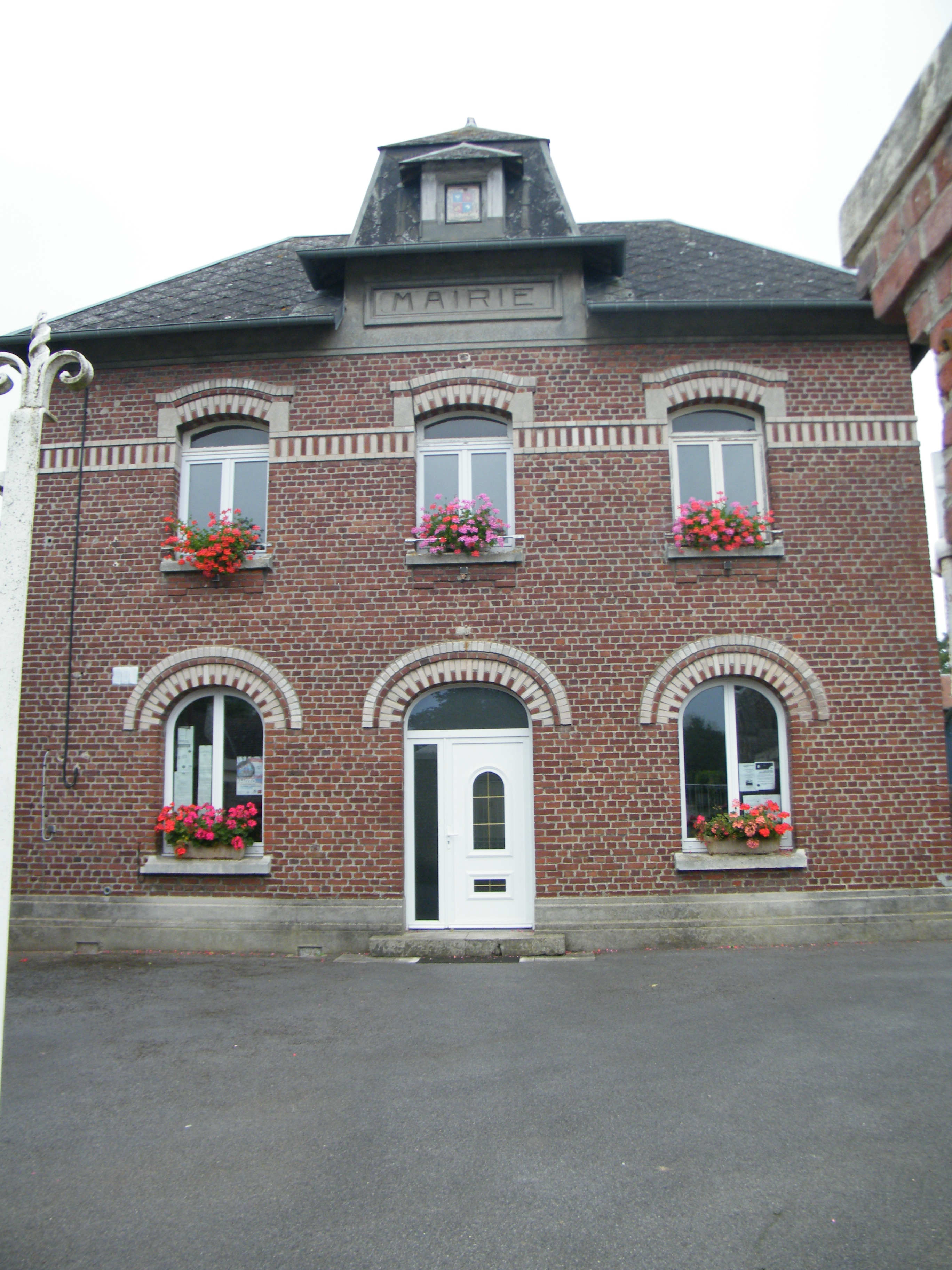
Gemeentehuis

## Geografie
De oppervlakte van Longavesnes bedraagt 4,1 km². De bevolkingsdichtheid is dus 21,5 inwoners per km².
De onderstaande kaart toont de ligging van Longavesnes met de belangrijkste infrastructuur en aangrenzende gemeenten.

## Demografie
Onderstaande figuur toont het verloop van het inwonertal (bron: INSEE-tellingen).